# Mosėdis
Mosėdis és una petita ciutat al nord de Lituània, en el comtat de Klaipėda, més conegut per la seva col·lecció de pedres. El museu i la impressionant col·lecció exterior van ser iniciats per Vaclovas Intas i des d'aleshores es va expandir per tota la ciutat. La ciutat també conté una església catòlica del segle xviii.

## Enllaços externs

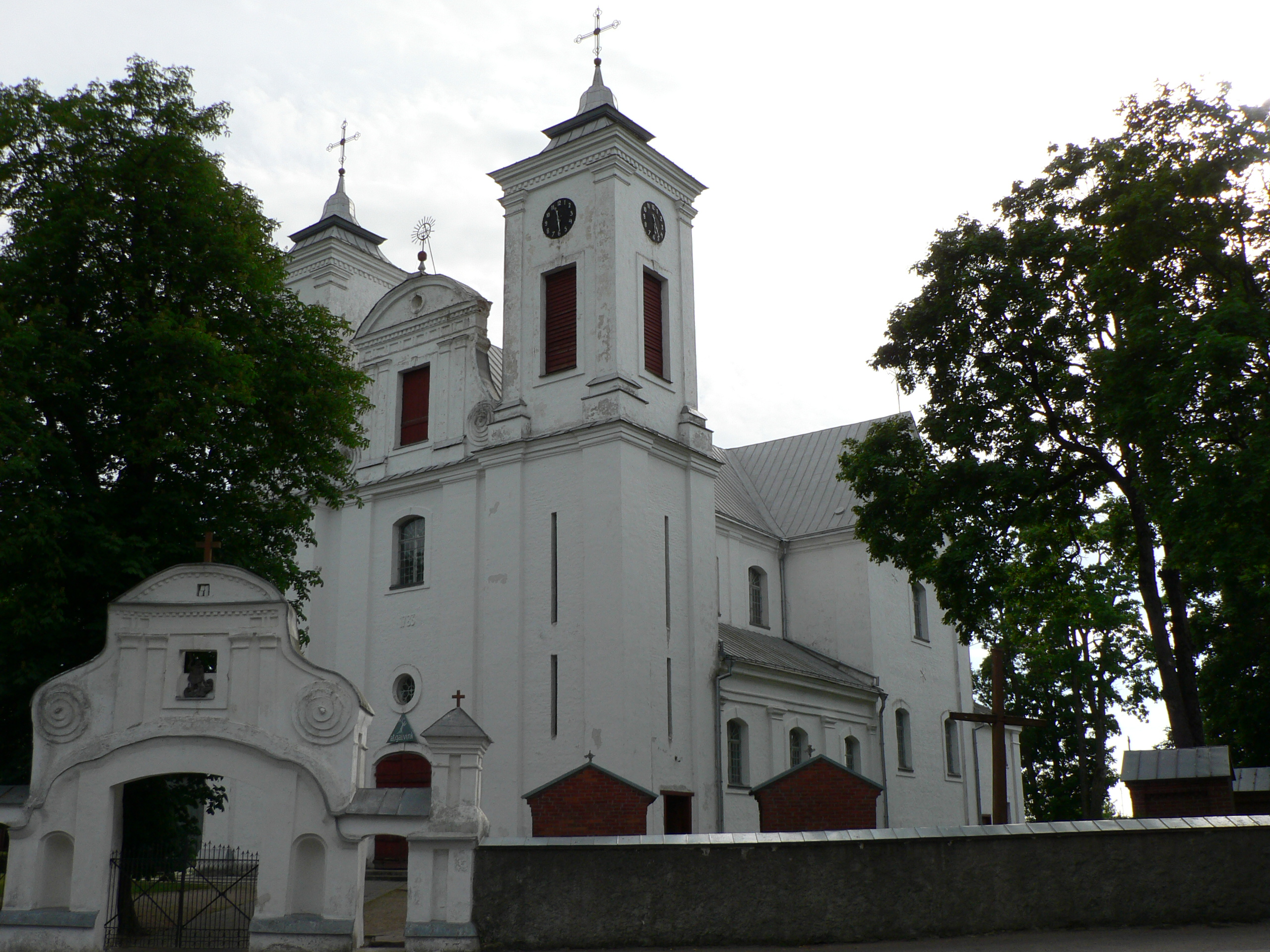
Església de Sant Miquel Arcàngel a Mosėdis